# Quan trenca l'alba
Bokura no Yoake (ぼくらのよあけ) és una sèrie de manga japonesa de Tetsuya Imai. Es va serialitzar a la revista de manga seinen de Kōdansha Monthly Afternoon entre gener i octubre de 2011, amb els capítols recollits en dos volums tankōbon. L'octubre de 2022 se'n va estrenar al Japó una adaptació cinematogràfica animada a càrrec de l'estudi d'animació Zero-G.
Jonu Media va anunciar el març de 2024 el doblatge en català de la pel·lícula. El 29 de juny del mateix any va tenir una preestrena al Cinema Maldà de Barcelona, i es va poder saber que es titularia Quan trenca l'alba. Finalment es va estrenar a la seva plataforma Jonu Play el 9 de juliol de 2024.

## Argument
L'any 2022 els habitants de l'arxipèlag nipó es reuneixen per presenciar un esdeveniment astronòmic. Es tracta del cometa SH3-Arville, que solca el cel una vegada cada 27 anys d'una manera molt semblant a l'estel Halley, que ens visita cada 80 anys. L'any 2049, el cometa torna a aparèixer a la volta celeste. Yūma Sawatari, un jove de 10 anys obsessionat amb l'espai, els robots i la intel·ligència artificial, topa de cara amb Alba de Febrer, una entitat de l'espai exterior atrapada fa temps a la Terra amb la seva nau. Sense pensar-ho dues vegades, el noi demana ajuda als seus amics més propers i tots tres junts es disposen a complir una promesa: portar a l'extraterrestre al seu planeta natal costi el que costi.

## Contingut de l'obra

### Manga
Escrit i dibuixat per Tetsuya Imai, Bokura no Yoake es va publicar a la revista seinen Monthly Afternoon de Kodansha del 25 de gener al 25 d'octubre de 2011. Kodansha en va recopilar els capítols en dos volums tankōbon, publicats respectivament el 23 de juny i el 22 de novembre de 2011.

### Pel·lícula d'anime
El març de 2022 es va anunciar que s'estava produint una pel·lícula d'anime de l'obra. El film el va produir Zero-G i el va dirigir Tomoyuki Kurokawa, Dai Satō va escriure'n el guió, Pomodorosa en va dissenyar els personatges i Masaru Yokoyama en va compondre la música. El tema musical principal de la pel·lícula "Itsushika" (Abans d'adonar-te'n) l'interpreta Daichi Miura.
| Personatge         | Japonès          | Català            |
| ------------------ | ---------------- | ----------------- |
| Yuma Sawatari      | Aoi Yūki         | Maria Romeu       |
| Nanako             | Hana Sugisaki    | Yolanda Gispert   |
| Honoka Kawai       | Inori Minase     | Migca Kazius      |
| Shingo Kishi       | Natsumi Fujiwara | Eva Ordeig        |
| Ginnosuke Tadokoro | Nobuhiko Okamoto | Eric Suñén        |
| Haruka Sawatari    | Kana Hanazawa    | Jennifer Zaragoza |
| Ryo Sawatari       | Yoshimasa Hosoya | Marc Oriol        |
| Albada de febrer   | Romi Park        | Eli Serra         |
| Wako Kishi         | Haruka Tomatsu   | Tatiana Supervia  |
| Yoshitatsu Kawai   | Kenjirō Tsuda    | Gerard Flores     |
| Srta. Kawai        |                  | Sonia Román       |
| Srta. Tadokoro     |                  | Sara Ruiz         |
| Professor          |                  | Jan Barragán      |